# Lijst van voetbalinterlands Armenië - Estland (vrouwen)
Deze lijst van voetbalinterlands is een overzicht van alle officiële voetbalwedstrijden tussen de nationale vrouwenteams van Armenië en Estland. De landen hebben tot nu toe vier keer tegen elkaar gespeeld.

## Wedstrijden
| № | Plaats  | Datum           | Competitie                          | Wedstrijd         | Uitslag |
| - | ------- | --------------- | ----------------------------------- | ----------------- | ------- |
| 1 | Skopje  | 7 november 2008 | Vriendschappelijk                   | Armenië − Estland | 2 − 1   |
| 2 | Abovjan | 12 mei 2009     | Vriendschappelijk                   | Armenië − Estland | 0 − 3   |
| 3 | Jerevan | 27 oktober 2023 | UEFA Women's Nations League 2023/24 | Armenië − Estland | 1 − 4   |
| 4 | Tallinn | 31 oktober 2023 | UEFA Women's Nations League 2023/24 | Estland − Armenië | 5 − 1   |

## Samenvatting
| Competitie                  | Totaal gespeeld | Winst Armenië | Gelijk | Winst Estland | Doelsaldo Armenië – Estland |
| --------------------------- | --------------- | ------------- | ------ | ------------- | --------------------------- |
| UEFA Women's Nations League | 2               | 0             | 0      | 2             | 2 − 9                       |
| Vriendschappelijk           | 2               | 1             | 0      | 1             | 2 − 4                       |
| Totaal                      | 4               | 1             | 0      | 3             | 4 − 13                      |